# Jaroslaw Hrytsak

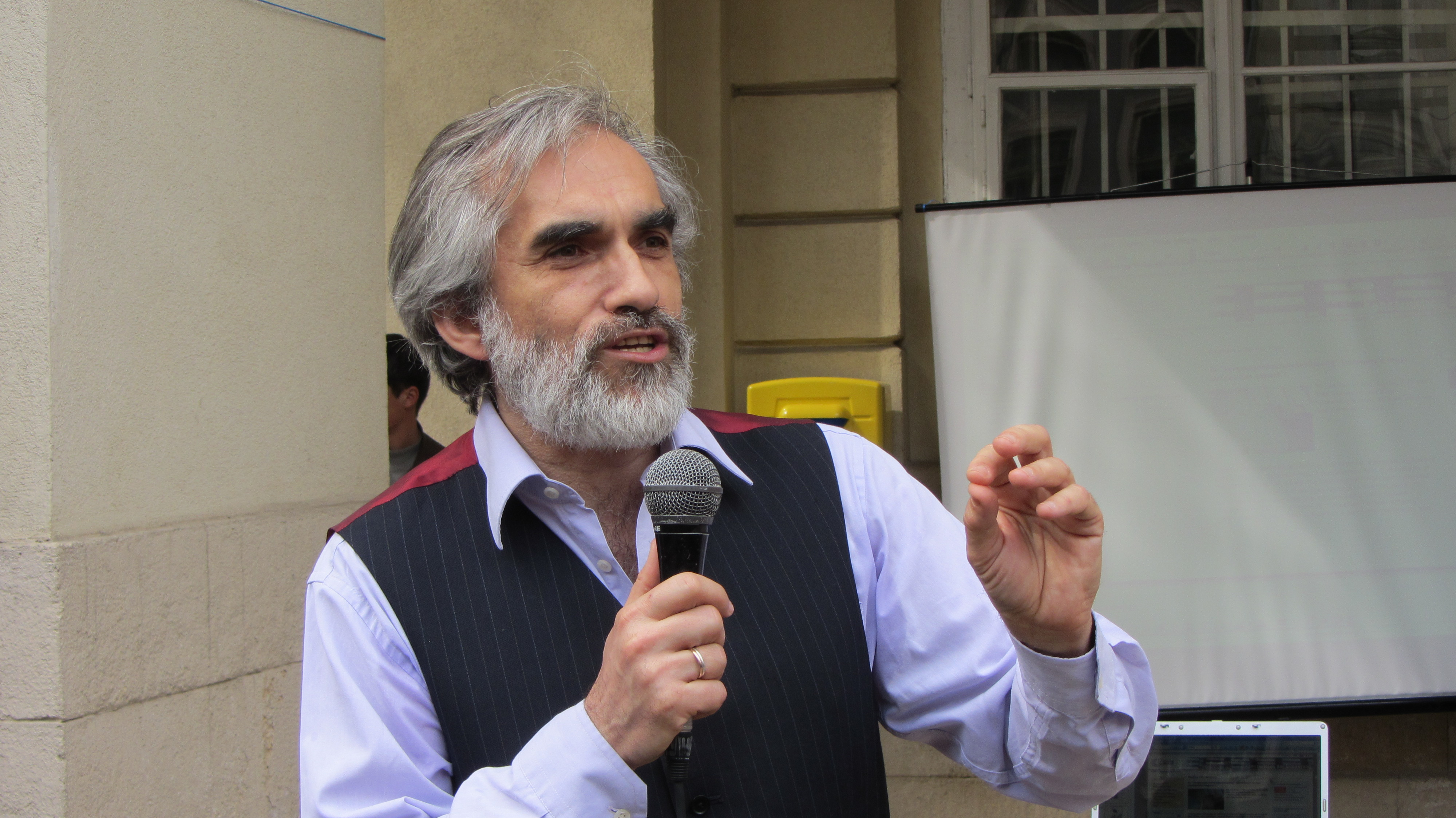
Jaroslaw Hrytsak 2008

Jaroslaw Jossypowytsch Hryzak (ukrainisch Ярослав Йосипович Грицак; wiss. Transliteration Jaroslav Josypovyč Hrycak; * 1. Januar 1960 in Dowhe, Rajon Stryj) ist ein ukrainischer Historiker und Publizist, Professor an der Ukrainischen Katholischen Universität in Lemberg, Direktor des Instituts für historische Forschungen an der Nationalen Iwan-Franko-Universität Lemberg, von 1996 bis 2009 Gastprofessor an der Central European University in Budapest, Mitglied des Wissenschaftlichen Komitees „Collegium Artium“ in Krakau, Herausgeber der Zeitschrift Україна модерна (Ukraina Moderna), Redaktionsmitglied der Zeitschrift "Ab Imperio", erster Vizepräsident des Wissenschaftlichen Beirates der Harvard Ukrainian Studies, Mitglied und Sprecher der Deutsch-Ukrainischen Historikerkommission (DUHK).

## Leben
Hrytsak wurde in seiner Kindheit sehr von seinem Vater, einem Schneider, in seinem Bildungsweg unterstützt, gehörte zur ersten Generation von Studenten seines Dorfes und studierte von 1977 bis 1982 Geschichtswissenschaften an der Iwan-Franko-Universität Lemberg, wo er 1987 promoviert wurde. 1996 habilitierte er sich an der Nationalen Akademie der Wissenschaften der Ukraine in Kiew. Es folgten Studienaufenthalte im Ausland:

## Wissenschaftliche Tätigkeit
- Columbia University (1994, 2004)
- Harvard University (2000, 2001)
- Diplomatische Akademie Wien (2001)

## Werk
Hrytsak wurde bekannt durch seinen in zwei Auflagen, zuerst 1996 erschienen „Abriss der Geschichte der Ukraine“ – im Wesentlichen seine Habilitationsarbeit – und die zehn Jahre später erschienene umfangreiche Monographie zu Iwan Franko. Beide Werke wurden ins Polnische übersetzt. Gleichzeitig begann er zahlreiche wissenschaftliche Aufsätze zu publizieren, unter anderem in der von ihm herausgegebenen, zunächst viele Jahre im Kiewer Verlag Krytyka erscheinenden Zeitschrift „Ukraina moderna“. In den letzten Jahren schrieb Hrytsak verstärkt populärwissenschaftliche Beiträge in Zeitschriften wie „Kraina“, die er in konzisen Themenbändchen zusammenfasste, um so ein weiteres Publikum zu erreichen.

## Stipendien
- 1997 – Fulbright Program Research Fellowship (University of Michigan)
- 2000/1 – Lisa Meitner Fellowship (Universität Wien)
- 2009 – Institut für die Wissenschaften vom Menschen (Wien)

## Schriften
- »Дух, що тіло рве до бою…: Спроба політичного портрету Івана Франка« (Der Geist, der den Körper zum Kampfe reißt, Ein Versuch des politischen Porträts von Iwan Franko) Lwiw 1990.
- »Нариси Історії України: Формування модерної української нації XIX–XX ст.« (Abriss der Geschichte der Ukraine: Bildung des modernen ukrainischen Volkes im 19. u. 20. Jahrhundert) Kiew 1996, 2. Auflage. 2000, / online = poln. Lublin 2000
- »Історія України 1772–1999: Народження модерної нації« (Geschichte der Ukraine 1772–1999: Geburt eines modernen Volkes)
- »Життя, смерть та інші неприємності« (Leben, Tod und andere Unannehmlichkeiten) Kiew 2008.
- »Пророк у своїй вітчизні: Іван Франко і його спільнота« (Ein Prophet in seiner Heimat: Iwan Franko und seine Gemeinde) Kiew, 2006, ISBN 966-7679-96-9 = poln. Warschau 2010.
- »Страсті за націоналізмом: стара історія на новий лад« (Leidenschaften für den Nationalismus: eine alte Geschichte auf neuem Weg) Kiew 2011.
- »26-й процент, або Як подолати історію« (26 Prozent oder Wie man die Geschichte überwinden kann) Kiew 2014.
- »Куди рухається світ« (Wohin bewegt sich die Welt) Kiew 2015.
- »Подолати минуле: глобальна історія України« (Die Vergangenheit überwinden: Globale Geschichte der Ukraine). Kiew 2021.

### Deutschsprachige Ausgaben
- Nadijka Herbisch, Jaroslaw Hrytsak: Ukrainische Weihnacht. Übersetzung Stephan Pauli. HarperCollins, Hamburg 2023, ISBN 978-3365004579.
- Ukraine. Biographie einer bedrängten Nation. Aus dem Englischen von Karlheinz Dürr und Norbert Juraschitz, C.H. Beck, München 2024, ISBN 978-3-406-82162-2.